# Río María Aguilar
El río María Aguilar es un río de Costa Rica, ubicado en el Valle Central. Es uno de los cuatro ríos que atraviesan el cantón de San José, junto a los río Ocloro, Tiribí y Torres. Pertenece a la cuenca del río Grande de Tárcoles, que desemboca en el océano Pacífico. El río María Aguilar nace en las faldas del Cerrillo en San Ramón de La Unión, a unos cuantos metros del Hospital Psiquiátrico Dr. Roberto Chacon Paut, en la cordillera Volcánica Central, y discurre de este a oeste atravesando los cantones de La Unión, Curridabat, Montes de Oca y la ciudad de San José. A la altura de Hatillo Ocho, confluye con el río Tiribí, afluente a su vez del río Virilla y este, del río Grande de Tárcoles. Su principal afluente es el río Ocloro. En total, su microcuenca abarca 3.887 ha.
Importantes poblaciones de San José se ubican a la vera del río María Aguilar, como San Francisco de Dos Ríos, Tres Ríos, Hatillo y Zapote, así como varias zonas urbano-marginales. Su nombre surge a partir de una mujer española llamada María de Aguilar, cuyo nombre figura en un acta de 1640 como propietaria de un terreno ubicado cercano al río, colindante con el actual distrito de Mata Redonda, cantón de San José.
El río María Aguilar, al encontrarse ubicado en pleno corazón de la capital de Costa Rica, es uno de los ríos más contaminados del país, debido a las descargas de residuos industriales y aguas negras de las viviendas cercanas. Como una medida para apaciguar el impacto de la contaminación del río, en 2009 la Municipalidad de San José estableció el Corredor Biológico Río María Aguilar, el cual recorre 21 km del cauce, entre la población de Tres Ríos y la desembocadura en el río Tiribí. A su vez, se han realizado diversas campañas públicas y privadas dirigidas a limpiar el cauce y restaurar el balance ecológico, incluyendo un programa de reforestación permanente. El río también es propenso a causar inundaciones y crecidas en la época lluviosa, como la que destruyó parte de la ruta 39 (conocida como Circunvalación) a la altura de la población de Hatillo en 2013, afectando de forma importante el tránsito por la ciudad de San José, y que motivó la construcción de un puente.